# Barbara Grier
Barbara Grier (* 4. November 1933 in Cincinnati, Ohio; † 10. November 2011 in Tallahassee, Florida) war eine US-amerikanische Autorin, Verlegerin und LGBTI-Aktivistin.

## Leben
Ihre Mutter war Dorothy Vernon Black und ihr Vater war der Arzt  Philip Strang Grier. Sie hatte zwei Geschwister, die Zwillinge Diane und Penni Grier. In ihrer Kindheit trennten sich ihre Eltern. Grier besuchte die Highschool. Als Autorin schrieb sie mehrere Bücher und veröffentlichte zahlreiche Beiträge in verschiedenen Magazinen.
1957 abonnierte Grier die Zeitschrift The Ladder und verfasste schon kurze Zeit später eigene Beiträge, vor allem Buchrezensionen unter verschiedenen Pseudonymen. Herausstechend ist ihre Kolumne Lesbiana, die 1976 in Buchform wiederveröffentlicht wurde. 1968 übernahm Grier die Redaktion und die Zeitschrift wurde eine polemischere und lesbisch-feministischere Zeitschrift. Durch die Spannungen zwischen „alten moderaten“ und „neuen radikalen“ Lesben spaltete sich die Organisation Daughters of Bilitis (DOB) im Jahr 1970. Grier und die Autorin Rita LaPorte bemächtigten sich der Abonnentenkartei und begannen, das Magazin The Ladder unabhängig zu publizieren. Die Zeitschrift konnte aber nicht genügend finanzielle Unterstützung aufrechterhalten, um weiterzubestehen, und wurde 1972 mit einer erreichten Auflage von fast 3.800 Exemplaren eingestellt.
1973 gründete Grier den Verlag Naiad Press gemeinsam mit Donna McBride, Anyda Marchant und Muriel Crawford. Bis 1994 beschäftigte das Unternehmen 8 Mitarbeiter und prognostizierte einen Umsatz von 1,8 Millionen US-Dollar. 1992 spendeten Grier und Donna McBride die gesamte Sammlung vom Verlag Naiad Press an die San Francisco Public Library, die aus einem Sattelzug mit 14.000 Büchern bestand, die auf 400.000 US-Dollar geschätzt wurden.
Grier war Mitglied der Organisation Daughters of Bilitis. Ihre langjährige Lebenspartnerin war die Bibliothekarin Helen Bennett, mit der sie 20 Jahre in Denver und danach in Kansas City wohnte. 2008 heirateten beide in Kalifornien. Barbara Grier verstarb am 10. November 2011 im Alter von 78 Jahren.

## Werke (Auswahl)
- The Lesbian Paperback (1966, unter Pseudonym Gene Damon, Tangent Magazine)
- The Lesbian in Literature (1975, unter Pseudonym Gene Damon, The Ladder)
- Lesbiana: Book Reviews from the Ladder, 1966–1972 (1976, Naiad Press)
- The Lavender Herring: Lesbian Essays from the Ladder (1976, gemeinsam mit Coletta Reid, Diana Press)
- The Lesbian Home Journal: Stories from the Ladder (1976, gemeinsam mit Coletta Reid und Ellen Vogel, Diana Press)
- The First Time Ever: Love Stories by Naiad Press authors (1995, gemeinsam mit Christine Cassidy, Naiad Press)
- Deeply Mysterious: Erotic Lesbian Stories (1995, gemeinsam mit Katherine V. Forrest)
- The Touch of your Hand (1998, gemeinsam mit Christine Cassidy)
- Dancing in the Dark (1998, gemeinsam mit Christine Cassidy, Silver Moon Books)
- Lady Be Good (1999, gemeinsam mit Christine Cassidy, Silver Moon Books)
- The Very Thought of You: Erotic Love Stories (1999, gemeinsam mit Christine Cassidy, Naiad Press)
- A Burning Love for Lesbian Literature (2001, gemeinsam mit Rhonda J. Factor)

## Auszeichnungen und Preise (Auswahl)
- American Library Association Gay, Lesbian, and Bisexual Book Award
- ein halbes Dutzend von Lambda Literary Awards
- 1985: President’s Award für ihre Lebensleistung von der Gay Academic Union